# Yukiru Sugisaki
Yukiru Sugisaki (jap. 杉崎 ゆきる, Sugisaki Yukiru; * 26. Dezember 1974) ist eine japanische Manga-Zeichnerin.

## Leben
Nachdem sie einen Nachwuchspreis des Manga-Magazins Asuka gewonnen hatte, veröffentlichte sie dort 1995 ihr Erstlingswerk Namaiki no “N”. Für dasselbe Magazin, das der Kadokawa-Shoten-Verlag publiziert, zeichnete sie von 1996 bis 1997 ihr erstes längeres Werk, das ungefähr 850 Seiten in fünf Bänden umfassende Sotsugyō M, nach der Geschichte von Kei Arisugawa.
Seit November 1997 erscheint im Asuka, das sich an jugendliche Mädchen richtet, Sugisakis Shōjo-Manga D·N·Angel. Dieser umfasst bereits über 1.600 Seiten in elf Bänden und erzählt von einem Vierzehnjährigen, der sich, wenn er sich zu einem Mädchen hingezogen fühlt, in einen gesuchten Meisterdieb verwandelt. Der Manga wurde auch als Anime-Fernsehserie umgesetzt und war, wie auch in Japan, in mehreren Ländern ein kommerzieller Erfolg. Es folgte der Science-Fiction-Manga Candidate for Goddess von 1997 bis 2001 für das sich vorwiegend an erwachsene Männer richtende Seinen-Magazin Comic Gum beim Wani-Books-Verlag. Der Manga wurde zwar ebenfalls als Anime umgesetzt, aber von der Zeichnerin nicht vollendet. Für ein weiteres für eine männliche Leserschaft konzipiertes Magazin, Shōnen Ace, arbeitete sie von 1998 bis 2001 an Brain Powerd.
Neben Lagoon Engine, an dem sie seit 2001 für Asuka zeichnet, und dessen Spin-off Lagoon Engine Einsatz gestaltete sie 2002 den Manga Rizelmine, zu dem parallel auch eine 24-teilige Fernsehserie im japanischen Fernsehen ausgestrahlt wurde. Seit Oktober 2006 wird außerdem Sugisakis Manga Eden im Shōnen Ace veröffentlicht.
Sugisakis Werke, die auf Deutsch bei Carlsen Comics veröffentlicht werden, beinhalten meist Bishōnen-Charaktere und Anspielungen auf Liebesbeziehungen zwischen männlichen Charakteren. Die Autorin stellt sich selbst mit einer Hasenmaske dar. Neben ihrer Tätigkeit als professionelle Manga-Zeichnerin veröffentlicht sie auch Dōjinshi, so ist beispielsweise ein Werk zum Anime Vision of Escaflowne aus ihrer Feder bekannt. Außerdem sind zwei Artbooks mit Illustrationen zu ihren Werken erschienen, Neutral (1999) und Feder (2003).

## Werke
- Namaiki no “N” (ナマイキの“N”), 1995.
- Sotsugyō M (卒業M), 1996–1997.
- D·N·Angel, seit 1997.
- Candidate for Goddess (女神候補生, Megami Kōhosei), 1997–2001.
- Brain Powerd (ブレンパワード), 1998–2001.
- Lagoon Engine (ラグーンエンジン), seit 2001.
- Rizelmine (りぜるまいん), 2002.
- Lagoon Engine Einsatz (ラグーンエンジン・アインザッツ), seit 2004.
- Eden, 2006–2007.
- Ascribe to Heaven, seit 2008.
- School Girls Pin-up, seit 2011.
- 1001 Knights, 2012–2017.
- Junkissa Neko, seit 2012.